# Gwiaździak anaplastyczny

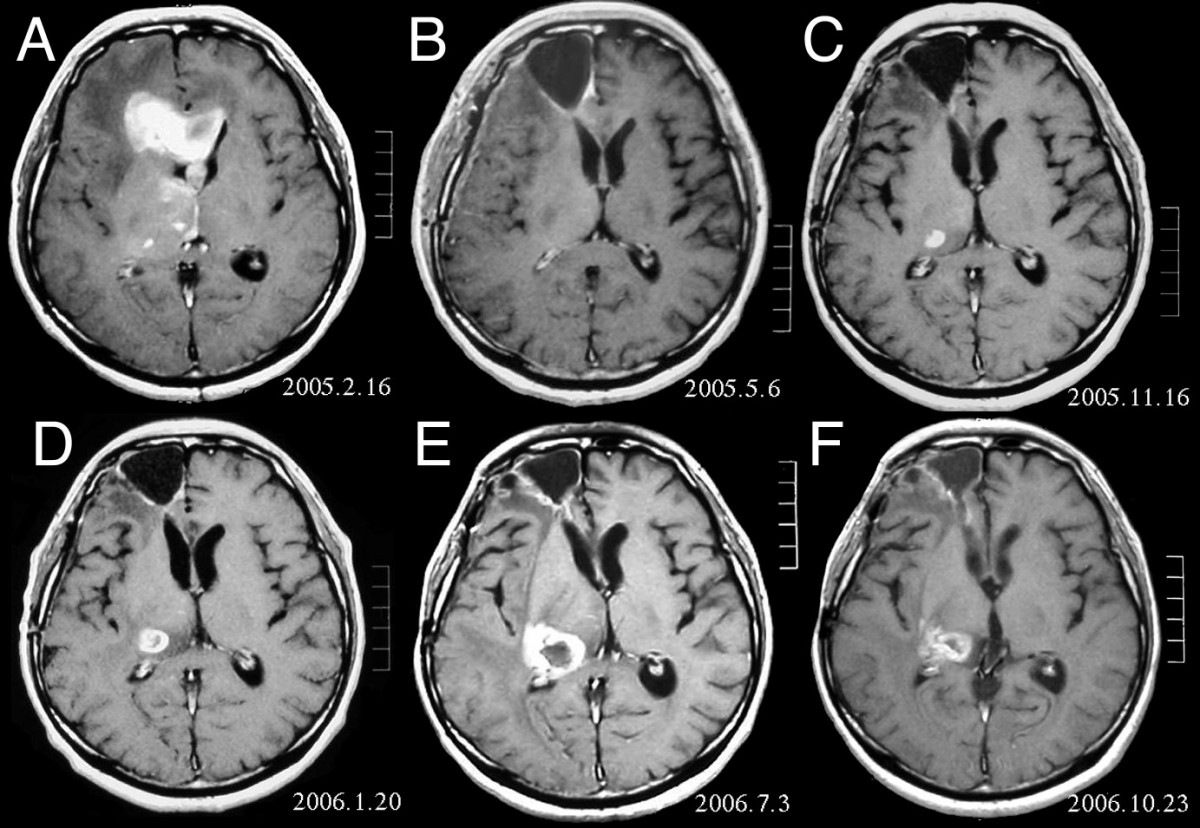
A) MRI mózgu u pacjenta z gwiaździakiem anaplastycznym uwidacznia rozlany guz w prawym i lewym płacie czołowym i prawym wzgórzu. B) MRI po zabiegu chirurgicznym, radio- i chemioterapii. Guz jest niewidoczny, można zauważyć jedynie niewielkie wzmocnienie kontrastowe w pobliżu krawędzi cięcia chirurgicznego. C) Wznowa guza we wzgórzu, mimo chemioterapii. D) Zwiększenie wielkości guza we wzgórzu, dwa miesiące po stereotaktycznej radioterapii. E) Po sześciu cyklach chemioterapii temozolidem guz wzgórza powiększył się jeszcze bardziej, a u pacjenta pojawiła się dyzartria i porażenie połowicze. F) Częściowa odpowiedź guza na dwa cykle terapii interferonem-beta i temozolidem

Gwiaździak anaplastyczny (łac. astrocytoma anaplasticum, ang. anaplastic astrocytoma) – nowotworowy guz mózgu. Jest guzem o wysokiej złośliwości (III° według WHO). Nieleczone guzy tego typu w znacznej części przypadków ulegają progresji do glejaka wielopostaciowego.

## Epidemiologia
Gwiaździak anaplastyczny jest nieco częstszy u mężczyzn, zazwyczaj rozpoznawany jest w 5. dekadzie życia. 

## Leczenie
Schemat terapii jest podobny jak w przypadku glejaka wielopostaciowego.